# 敦煌道藏
《敦煌道藏》，5巨冊，李德範輯，中華全國圖書館文獻縮微複制中心，1999年12月。20世紀初，道士王圓籙在敦煌莫高窟藏經洞中發現大批古代經典文書抄本，其中道教遺書抄本約有五百餘件，其抄寫時期在南北朝後期至唐朝中期約二百年的時間，尤其以唐高宗、武后至唐玄宗時代的抄本最多，其內容包括道家諸子、道教經典、科儀等約有一百多種道書，其中約有半數抄本是《正統道藏》未收入的早期道教典籍。